# St. Erhard (Steppach)

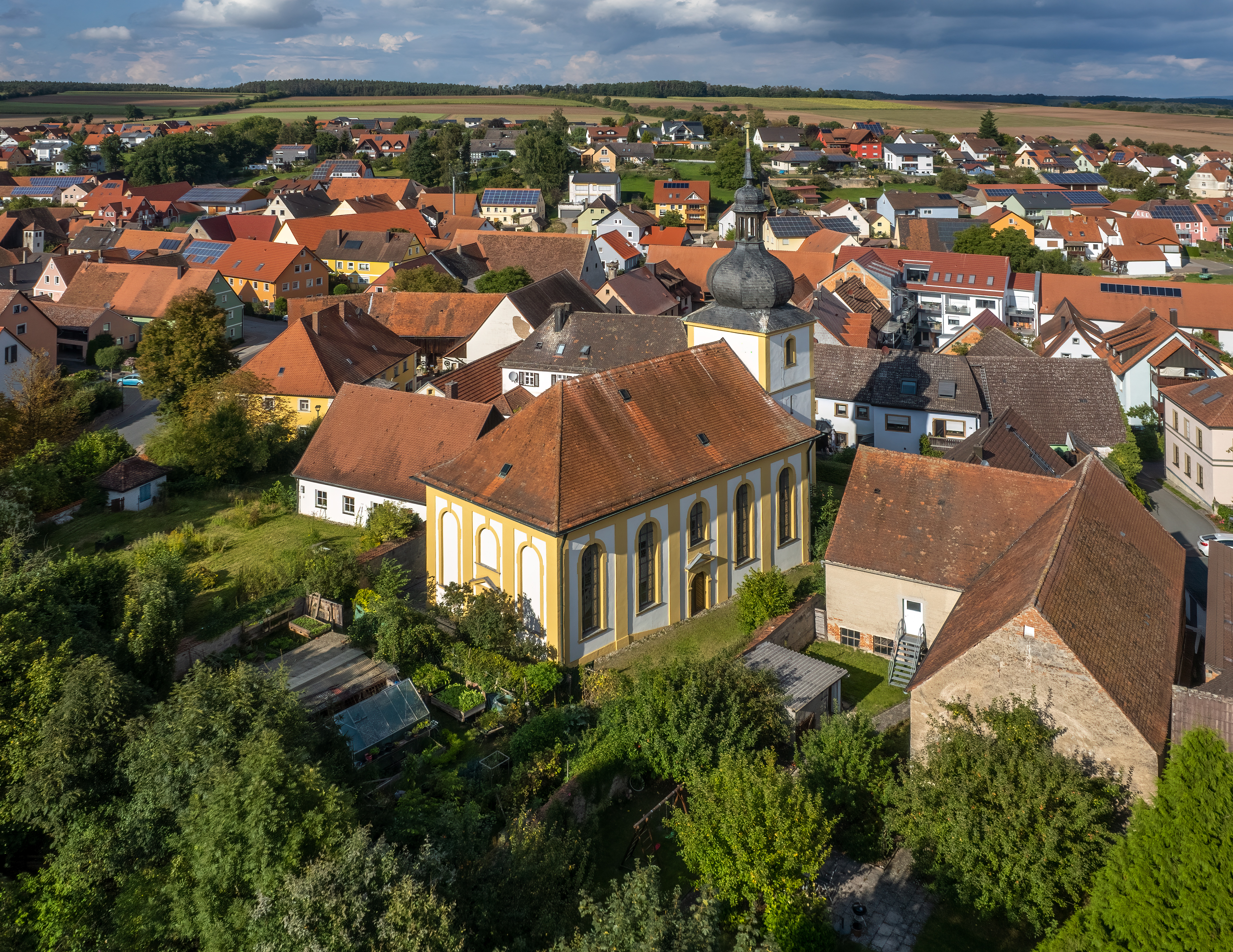
St. Erhard (Steppach)

Die evangelisch-lutherische Pfarrkirche St. Erhard steht in Steppach, einem Gemeindeteil von Pommersfelden im oberfränkischen Landkreis Bamberg in Bayern. Das denkmalgeschützte Bauwerk ersetzte im 18. Jahrhundert eine Kirche, die erstmals im 15. Jahrhundert erwähnt wurde. Die Pfarrei gehört zum Dekanat Bamberg im Kirchenkreis Bayreuth der Evangelisch-Lutherischen Kirche in Bayern.

## Beschreibung
Der Chorturm der Saalkirche stammt im Kern aus dem 15. Jahrhundert. Er wurde 1703/04 auf vier Geschosse erhöht, um die Turmuhr und den Glockenstuhl unterzubringen, und mit einer schiefergedeckten Welschen Haube bedeckt. Das Langhaus wurde 1748 größtenteils neu gebaut und mit einem Walmdach bedeckt. 
Der Innenraum des Langhauses hat an den Längswänden doppelstöckige Emporen. Die Kirchenausstattung wurde im protestantischen Barock gestaltet. Der ehemalige Chor, d. h. das Erdgeschoss des Chorturms wurde vermauert. Vor der Mauer, die 1942 mit Fresken, die die Heilsgeschichte darstellen, von Rudolf Schäfer ausgestattet wurden, steht der 1725 gebaute Kanzelaltar. 

## Orgel
Die Orgel mit 19 Registern, zwei Manualen und Pedal wurde 1980 von Hoffmann Orgelbau im alten Prospekt errichtet.